# Campionati europei di atletica leggera 2010 - 100 metri piani maschili
La competizione si è svolta tra il 26 ed il 28 luglio 2010.

## Podio
| #       | Atleta              | Nazionalità | Tempo | Note                                     |
| ------- | ------------------- | ----------- | ----- | ---------------------------------------- |
| Oro     | Christophe Lemaitre | Francia     | 10"11 |                                          |
| Argento | Mark Lewis-Francis  | Regno Unito | 10"18 | Miglior prestazione personale stagionale |
| Bronzo  | Martial Mbandjock   | Francia     | 10"18 |                                          |

## Record
Prima di questa competizione, il record del mondo (RM), il record europeo (EU) ed il record dei campionati (RC) sono i seguenti:
| Record                | Prestazione | Atleta                      | Data                             | Competizione                                |
| --------------------- | ----------- | --------------------------- | -------------------------------- | ------------------------------------------- |
| Record mondiale       | 9"58        | Usain Bolt Giamaica         | 16 agosto 2009 Berlino, Germania | Campionati del mondo 2009                   |
| Record europeo        | 9"86        | Francis Obikwelu Portogallo | 22 agosto 2004 Atene, Grecia     | Giochi della XVIII Olimpiade                |
| Record dei campionati | 9"99        | Francis Obikwelu Portogallo | 8 agosto 2006 Göteborg, Svezia   | Campionati europei di atletica leggera 2006 |

## Programma
| Data           | Ora   | Turno      |
| -------------- | ----- | ---------- |
| 27 luglio 2010 | 19:30 | 1º turno   |
| 28 luglio 2010 | 19:50 | Semifinali |
| 28 luglio 2010 | 21:45 | Finale     |

## Risultati

### 1º turno
Passano i primi 4 in ogni batteria (Q) e i 4 migliori tempi (q)

#### Batteria 1
| Posizione | Corsia | Nome               | Nazionalità | Tempo           | Note |
| --------- | ------ | ------------------ | ----------- | --------------- | ---- |
| 1         | 2      | Dwain Chambers     | Regno Unito | 10"21           | Q    |
| 2         | 6      | Ronald Pognon      | Francia     | 10"46           | Q    |
| 3         | 8      | Robert Kubaczyk    | Polonia     | 10"51           | Q    |
| 4         | 4      | Ronalds Arājs      | Lettonia    | 10"52           | Q    |
| 5         | 7      | Jesper Simonsen    | Danimarca   | 10"62           |      |
| 6         | 3      | Tom Kling-Baptiste | Svezia      | 10"64           |      |
| 7         | 5      | Jan Veleba         | Rep. Ceca   | 10"68           |      |
|           |        |                    |             | Vento: -1.5 m/s |      |

#### Batteria 2
| Posizione | Corsia | Nome                  | Nazionalità | Tempo           | Note |
| --------- | ------ | --------------------- | ----------- | --------------- | ---- |
| 1         | 6      | Martial Mbandjock     | Francia     | 10"26           | Q    |
| 2         | 4      | Emanuele Di Gregorio  | Italia      | 10"31           | Q    |
| 3         | 8      | Matic Osovnikar       | Slovenia    | 10"36           | Q,   |
| 4         | 2      | Alexander Kosenkow    | Germania    | 10"44           | Q    |
| 5         | 7      | Dmitriy Glushchenko   | Israele     | 10"44           | q,   |
| 6         | 3      | Ángel David Rodríguez | Spagna      | 10"45           | q    |
| 7         | 5      | Panayiotis Ioannou    | Cipro       | 10"61           |      |
|           |        |                       |             | Vento: -1.2 m/s |      |

#### Batteria 3
| Posizione | Corsia | Nome             | Nazionalità          | Tempo           | Note |
| --------- | ------ | ---------------- | -------------------- | --------------- | ---- |
| 1         | 1      | Francis Obikwelu | Portogallo           | 10"27           | Q    |
| 2         | 8      | Tobias Unger     | Germania             | 10"35           | Q    |
| 3         | 3      | Simone Collio    | Italia               | 10"43           | Q    |
| 4         | 4      | Hannu Hämäläinen | Finlandia            | 10"49           | Q    |
| 5         | 5      | Paweł Stempel    | Polonia              | 10"58           | q    |
| 6         | 2      | Mario Bonello    | Malta                | 11"09           |      |
| 7         | 6      | Nedim Čović      | Bosnia ed Erzegovina | 34"89           |      |
|           | 7      | Dominic Carroll  | Gibilterra           | NF              | SQ   |
|           |        |                  |                      | Vento: -0.8 m/s |      |

#### Batteria 4
| Posizione | Corsia | Nome                | Nazionalità | Tempo           | Note |
| --------- | ------ | ------------------- | ----------- | --------------- | ---- |
| 1         | 3      | Jaysuma Saidy Ndure | Norvegia    | 10"31           | Q    |
| 2         | 2      | Ryan Moseley        | Austria     | 10"38           | Q    |
| 3         | 7      | James Dasaolu       | Regno Unito | 10"40           | Q    |
| 4         | 4      | Christian Blum      | Germania    | 10"57           | Q    |
| 5         | 6      | Joni Rautanen       | Finlandia   | 10"63           |      |
| 6         | 5      | Gregor Kokalovic    | Slovenia    | 10"68           |      |
| 7         | 8      | Arman Andreasyan    | Armenia     | 11"01           |      |
|           |        |                     |             | Vento: -1.6 m/s |      |

#### Batteria 5
| Posizione | Corsia | Nome                | Nazionalità | Tempo           | Note |
| --------- | ------ | ------------------- | ----------- | --------------- | ---- |
| 1         | 4      | Christophe Lemaitre | Francia     | 10"19           | Q    |
| 2         | 3      | Mark Lewis-Francis  | Regno Unito | 10"23           | Q    |
| 3         | 7      | Fabio Cerutti       | Italia      | 10"38           | Q    |
| 4         | 8      | Jason Smyth         | Irlanda     | 10"43           | Q    |
| 5         | 6      | Dariusz Kuć         | Polonia     | 10"53           | q    |
| 6         | 2      | Mikhail Idrisov     | Russia      | 10"62           |      |
| 7         | 5      | Izzet Safer         | Turchia     | 10"68           |      |
|           |        |                     |             | Vento: -1.4 m/s |      |

#### Sommario
| Posizione | Batteria | Corsia | Nome                  | Nazionalità          | Tempo | Note |
| --------- | -------- | ------ | --------------------- | -------------------- | ----- | ---- |
| 1         | 5        | 4      | Christophe Lemaitre   | Francia              | 10"19 | Q    |
| 2         | 1        | 2      | Dwain Chambers        | Regno Unito          | 10"21 | Q    |
| 3         | 5        | 3      | Mark Lewis-Francis    | Regno Unito          | 10"23 | Q    |
| 4         | 2        | 6      | Martial Mbandjock     | Francia              | 10"26 | Q    |
| 5         | 3        | 1      | Francis Obikwelu      | Portogallo           | 10"27 | Q    |
| 6         | 2        | 4      | Emanuele Di Gregorio  | Italia               | 10"31 | Q    |
| 6         | 4        | 3      | Jaysuma Saidy Ndure   | Norvegia             | 10"31 | Q    |
| 8         | 3        | 8      | Tobias Unger          | Germania             | 10"35 | Q    |
| 9         | 2        | 8      | Matic Osovnikar       | Slovenia             | 10"36 | Q,   |
| 10        | 5        | 7      | Fabio Cerutti         | Italia               | 10"38 | Q    |
| 10        | 4        | 2      | Ryan Moseley          | Austria              | 10"38 | Q    |
| 12        | 4        | 7      | James Dasaolu         | Regno Unito          | 10"40 | Q    |
| 13        | 3        | 3      | Simone Collio         | Italia               | 10"43 | Q    |
| 13        | 5        | 8      | Jason Smyth           | Irlanda              | 10"43 | Q    |
| 15        | 2        | 2      | Alexander Kosenkow    | Germania             | 10"44 | Q    |
| 16        | 2        | 7      | Dmitriy Glushchenko   | Israele              | 10"44 | q,   |
| 17        | 2        | 3      | Ángel David Rodríguez | Spagna               | 10"45 | q    |
| 18        | 1        | 6      | Ronald Pognon         | Francia              | 10"46 | Q    |
| 19        | 3        | 4      | Hannu Hämäläinen      | Finlandia            | 10"49 | Q    |
| 20        | 1        | 8      | Robert Kubaczyk       | Polonia              | 10"51 | Q    |
| 21        | 1        | 4      | Ronalds Arājs         | Lettonia             | 10"52 | Q    |
| 22        | 5        | 6      | Dariusz Kuć           | Polonia              | 10"53 | q    |
| 23        | 4        | 4      | Christian Blum        | Germania             | 10"57 | Q    |
| 24        | 3        | 5      | Paweł Stempel         | Polonia              | 10"58 | q    |
| 25        | 2        | 5      | Panayiotis Ioannou    | Cipro                | 10"61 |      |
| 26        | 5        | 2      | Mikhail Idrisov       | Russia               | 10"62 |      |
| 26        | 1        | 7      | Jesper Simonsen       | Danimarca            | 10"62 |      |
| 28        | 4        | 6      | Joni Rautanen         | Finlandia            | 10"63 |      |
| 29        | 1        | 3      | Tom Kling-Baptiste    | Svezia               | 10"64 |      |
| 30        | 4        | 5      | Gregor Kokalovic      | Slovenia             | 10"68 |      |
| 30        | 5        | 5      | Izzet Safer           | Turchia              | 10"68 |      |
| 30        | 1        | 5      | Jan Veleba            | Rep. Ceca            | 10"68 |      |
| 33        | 4        | 8      | Arman Andreasyan      | Armenia              | 11"01 |      |
| 34        | 3        | 2      | Mario Bonello         | Malta                | 11"09 |      |
| 35        | 3        | 6      | Nedim Čović           | Bosnia ed Erzegovina | 34"89 |      |
| –         | 3        | 7      | Dominic Carroll       | Gibilterra           | NF    | SQ   |

### Semifinali
Passano in finale i primi 2 in ogni semifinale (Q) e i 2 migliori tempi (q).

#### Semifinale 1
| Posizione | Corsia | Nome                 | Nazionalità | Tempo | Note |
| --------- | ------ | -------------------- | ----------- | ----- | ---- |
| 1         | 5      | Christophe Lemaitre  | Francia     | 10"06 | Q    |
| 2         | 6      | Emanuele Di Gregorio | Italia      | 10"17 | Q,   |
| 3         | 4      | Mark Lewis-Francis   | Regno Unito | 10"21 | q, = |
| 4         | 7      | Jason Smyth          | Irlanda     | 10"46 |      |
| 5         | 1      | Ronalds Arājs        | Lettonia    | 10"47 |      |
| 6         | 8      | Hannu Hämäläinen     | Finlandia   | 10"47 |      |
| 7         | 3      | Tobias Unger         | Germania    | 10"52 |      |
| 8         | 2      | Paweł Stempel        | Polonia     | 10"53 |      |

#### Semifinale 2
| Posizione | Corsia | Nome                | Nazionalità | Tempo | Note |
| --------- | ------ | ------------------- | ----------- | ----- | ---- |
| 1         | 5      | Dwain Chambers      | Regno Unito | 10"10 | Q    |
| 2         | 4      | Jaysuma Saidy Ndure | Norvegia    | 10"16 | Q    |
| 3         | 7      | Simone Collio       | Italia      | 10"23 | q    |
| 4         | 3      | Ryan Moseley        | Austria     | 10"27 |      |
| 5         | 8      | Alexander Kosenkow  | Germania    | 10"38 |      |
| 6         | 6      | Ronald Pognon       | Francia     | 10"43 |      |
| 7         | 2      | Dmitriy Glushchenko | Israele     | 10"50 |      |
| 8         | 1      | Dariusz Kuć         | Polonia     | 10"65 |      |

#### Semifinale 3
| Posizione | Corsia | Nome                  | Nazionalità | Tempo | Note |
| --------- | ------ | --------------------- | ----------- | ----- | ---- |
| 1         | 5      | Martial Mbandjock     | Francia     | 10"19 | Q    |
| 2         | 4      | Francis Obikwelu      | Portogallo  | 10"25 | Q    |
| 3         | 8      | James Dasaolu         | Regno Unito | 10"31 |      |
| 4         | 6      | Fabio Cerutti         | Italia      | 10"33 |      |
| 5         | 3      | Matic Osovnikar       | Slovenia    | 10"51 |      |
| 6         | 1      | Ángel David Rodríguez | Spagna      | 10"51 |      |
| 7         | 7      | Robert Kubaczyk       | Polonia     | 10"55 |      |
| 8         | 2      | Christian Blum        | Germania    | 10"69 |      |

#### Sommario
| Posizione | Batteria | Corsia | Nome                  | Nazionalità | Tempo | Note |
| --------- | -------- | ------ | --------------------- | ----------- | ----- | ---- |
| 1         | 1        | 5      | Christophe Lemaitre   | Francia     | 10"06 | Q    |
| 2         | 2        | 5      | Dwain Chambers        | Regno Unito | 10"10 | Q    |
| 3         | 2        | 4      | Jaysuma Saidy Ndure   | Norvegia    | 10"16 | Q    |
| 4         | 1        | 6      | Emanuele Di Gregorio  | Italia      | 10"17 | Q,   |
| 5         | 3        | 5      | Martial Mbandjock     | Francia     | 10"19 | Q    |
| 6         | 1        | 4      | Mark Lewis-Francis    | Regno Unito | 10"21 | q, = |
| 7         | 2        | 7      | Simone Collio         | Italia      | 10"23 | q    |
| 8         | 3        | 4      | Francis Obikwelu      | Portogallo  | 10"25 | Q    |
| 9         | 2        | 3      | Ryan Moseley          | Austria     | 10"27 |      |
| 10        | 3        | 8      | James Dasaolu         | Regno Unito | 10"31 |      |
| 11        | 3        | 6      | Fabio Cerutti         | Italia      | 10"33 |      |
| 12        | 2        | 8      | Alexander Kosenkow    | Germania    | 10"38 |      |
| 13        | 2        | 6      | Ronald Pognon         | Francia     | 10"43 |      |
| 14        | 1        | 7      | Jason Smyth           | Irlanda     | 10"46 |      |
| 15        | 1        | 1      | Ronalds Arājs         | Lettonia    | 10"47 |      |
| 16        | 1        | 8      | Hannu Hämäläinen      | Finlandia   | 10"47 |      |
| 17        | 2        | 2      | Dmitriy Glushchenko   | Israele     | 10"50 |      |
| 18        | 3        | 3      | Matic Osovnikar       | Slovenia    | 10"51 |      |
| 19        | 6        | 1      | Ángel David Rodríguez | Spagna      | 10"51 |      |
| 20        | 1        | 3      | Tobias Unger          | Germania    | 10"52 |      |
| 21        | 1        | 2      | Paweł Stempel         | Polonia     | 10"53 |      |
| 22        | 3        | 7      | Robert Kubaczyk       | Polonia     | 10"55 |      |
| 23        | 2        | 1      | Dariusz Kuć           | Polonia     | 10"65 |      |
| 24        | 3        | 2      | Christian Blum        | Germania    | 10"69 |      |

### Finale

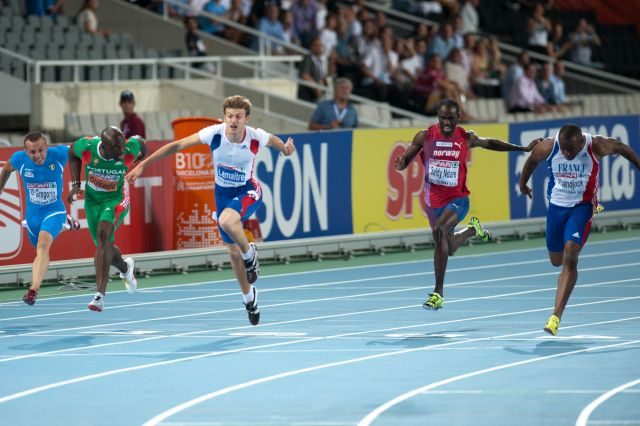
La finale dei 100 metri piani.

| Posizione | Corsia | Nome                 | Nazionalità | Tempo | Note                                     |
| --------- | ------ | -------------------- | ----------- | ----- | ---------------------------------------- |
| Oro       | 6      | Christophe Lemaitre  | Francia     | 10"11 |                                          |
| Argento   | 2      | Mark Lewis-Francis   | Regno Unito | 10"18 | Miglior prestazione personale stagionale |
| Bronzo    | 4      | Martial Mbandjock    | Francia     | 10"18 |                                          |
| 4         | 7      | Francis Obikwelu     | Portogallo  | 10"18 | Miglior prestazione personale stagionale |
| 5         | 3      | Dwain Chambers       | Regno Unito | 10"18 |                                          |
| 6         | 5      | Jaysuma Saidy Ndure  | Norvegia    | 10"31 |                                          |
| 7         | 8      | Emanuele Di Gregorio | Italia      | 10"34 |                                          |
| 8         | 1      | Simone Collio        | Italia      | NF    |                                          |